# Електрическа централа
Вижте пояснителната страница за други значения на Централа.
Електрическата централа (също съкратено електроцентрала) е предприятие за производство на електрическа енергия.
В сърцевината на почти всяка електрическа централа стои електрически генератор, преобразуващ енергията от природен ресурс: механична енергия от налягането на водата (ВЕЦ), топлината на изгаряното гориво, силата на вятъра, на приливната вълна и на течението на реките в електрическа енергия. В зависимост от природния ресурс (суровината), който използват за целта, те биват 3 основни вида:
- ВЕЦ (и ПАВЕЦ) – водни електрически централи
- ТЕЦ – топлоелектрически централи
- АЕЦ – атомни електрически централи

Съществуват и електроцентрали с алтернативни източници на енергия:
- фотоволтаични – със слънчевата светлина,
- вятърни електроцентрали – задвижват се от вятъра,
- геотермални и др.

В процес на разработка са термоядрените централи. При тях източникът на енергия е термоядреният синтез. Голямото им предимство пред АЕЦ е липсата на отпадъчни радиоактивни материали. Те обаче се очаква да навлязат в масова експлоатация след няколко десетилетия.

## Основен принцип на работа
Всеки вид електрическа централа има различни способи за добив на електроенергия. Те са описани в съответните статии. Като цяло обаче основният принцип е сходен.
Получената външна енергия се преобразува във въртеливо движение, което се предава на турбина. Тя задвижва механически генератора, който от своя страна генерира електрическо напрежение. За да се включи към външна електроенергийна система, това напрежение трябва да се изравни с напрежението на тази електроенергийната система. За целта напрежението от генератора се подава на първичната намотка на силов трансформатор, който го преобразува до желаната стойност.
Следва подстанцията, където се извършва меренето и разпределението на получената електрическа енергия, а също и необходимите защити на съоръженията.

## Развитие в България
По данни на годишния доклад на НЕК за 2006 г. в България съотношението на произвежданата електроенергия за различните електроцентрали е следното:
- ТЕЦ – 48%
- АЕЦ – 42%
- ВЕЦ и ПАВЕЦ – 10%

Общият теоретичен хидроенергиен потенциал в България се оценява на 19 800 ГВч годишно – еквивалент на около 7900 МВт инсталирана мощност. Технически възможни за усвояване са 14 800 ГВч годишно – еквивалент на около 5900 МВт инсталирана мощност, включително 5385 ГВч годишно – еквивалент на около 919 МВт инсталирана мощност от застрояване на р. Дунав, р. Искър (проект „Среден Искър“), р. Марица и р. Огоста. Усвоени са само около 5000 ГВч годишно – еквивалент на около 3100 МВт инсталирана мощност, от които около 2700 МВт ПАВЕЦ и ВЕЦ, с голямо процентно участие на малките руслови ВЕЦ. Единствената АЕЦ в България е АЕЦ „Козлодуй“. Тя осигурява 2000 MW електрическа мощност с два реактора по 1000 MW. 3 и 4 реактор, които бяха закрити осигуряваха още 1500 MW. Останалата електроенергия е от ТЕЦ и съвсем малка част от алтернативни източници. Интересно е да се отбележи, че АЕЦ „Козлодуй“ изразходва за година около 61 тона ядрено гориво. За да осигурят същото количество електроенергия ТЕЦ-овете трябва да изразходват около 5 млн. тона въглища – информацията е от сайта на АЕЦ „Козлодуй“.
Максималната потребявана мощност в България за 2006 г. е 6930 MW, а минималната – 2667 MW. Вижда се, че варира в широки граници. Тук трябва да се отбележи, че става въпрос за мощност, а не за енергия, т.е. консумацията в точно определен момент е мощността. Енергията зависи от времето и се измерва в kWh – тя е ползваната мощност за определено време. За да се онагледи консумацията във времето се правят т.нар. „товарови графици“. Те показват през годината или през денонощието каква е потребяваната мощност във всеки един момент. Получават се начупени графики, като най-ниската достигната стойност за 2006 г. съответно е 2667 MW, а най-високата – 6930 MW.
Всеки вид електроцентрала има различна роля в енергийната система на държавата. АЕЦ дава най-евтината електроенергия, но пускането и спирането ѝ отнема дни. Ето защо тя работи на пълна мощност и покрива най-долната част от графиката на годишния товаров график, т.е. работи непрекъснато. Пускането на ТЕЦ отнема часове, затова те поемат следващата част от графика – пускат се и се спират при големи и продължителни увеличения или намаления на потреблението. Най-горният и най-нестабилният слой на товаровия график се поема от ВЕЦ-овете, чието въвеждане в експлоатация става за броени минути.

## Водещи централи в света
Най-големите ТЕЦ с въглища в света:
| ТЕЦ        | Страна | Мощност (МВ) |
| ---------- | ------ | ------------ |
| Тайчунг    | Тайван | 5,780        |
| Гуодиан    | Китай  | 5,000        |
| Уайгаонийо | Китай  | 5,000        |
| Белшатов   | Полша  | 4,440        |
| Зуксиан    | Китай  | 4,400        |

Най-големите ТЕЦ с течно гориво (мазут, дизел и др.) в света:
| ТЕЦ      | Страна | Мощност (МВ) |
| -------- | ------ | ------------ |
| Сургут-2 | Русия  | 4,800        |
| Кашима   | Япония | 4,400        |
| Сургут-1 | Русия  | 3,280        |
| Хироно   | Япония | 3,200        |
| Рязан    | Русия  | 2,800        |

Най-големите ТЕЦ с природен газ в света:
| ТЕЦ         | Страна | Мощност (МВ) |
| ----------- | ------ | ------------ |
| Кавагое     | Япония | 4,802        |
| Чита        | Япония | 3,966        |
| Костромская | Русия  | 3,600        |
| Содегаура   | Япония | 3,600        |
| Фуцу        | Япония | 3,520        |

Най-големите АЕЦ в света:
| АЕЦ               | Страна     | Мощност (МВ) |
| ----------------- | ---------- | ------------ |
| Кашивазаки-Карива | Япония     | 8,212        |
| Брус              | Канада     | 7,276        |
| Улчин             | Южна Корея | 5,881        |
| Йеонгланг         | Южна Корея | 5,875        |
| Гравлин           | Франция    | 5,706        |

Най-големите ВЕЦ в света:
| Язовир      | Страна             | Мощност (МВ) |
| ----------- | ------------------ | ------------ |
| Три клисури | Китай              | 22,500       |
| Итайпу      | Бразилия, Парагвай | 14,000       |
| Гури        | Венецуела          | 10,200       |
| Тукуруи     | Бразилия           | _8,370       |
| Гранд Кули  | САЩ                | _6,809       |